# Kalundborg
Kalundborg je město v Dánsku. Nachází se na ostrově Sjælland 110 km západně od Kodaně a žije v něm 16 000 obyvatel. Je střediskem stejnojmenné komuny, která vznikla v roce 2007 sloučením obcí Kalundborg, Bjergsted, Gørlev, Hvidebæk a Høng.
Okolo roku 1170 Esbern Snare zde založil pevnost, která je roku 1231 uváděna pod názvem Kalundæburgh, tzn. „hrad v kavčím lese“. Městská práva osadě udělil v roce 1443 Kryštof III. Bavorský. Po svém svržení byl na místním hradu uvězněn král Kristián II. Dánský.
Symbolem města je kostel Vor Frue Kirke, postavený ve 13. století z červených cihel na půdorysu řeckého kříže. Jeho charakteristická pětice špičatých věží je vyobrazena také v městském znaku. Příkladem modernistické architektury je Nyvangs Kirke z roku 1974, který projektoval Holger Jensen. Dalšími významnými památkami jsou historické centrum Højbyen, Kaalundský klášter a rokokový zámek Lerchenborg. V bývalém statku Lindegården se nachází vlastivědné muzeum s botanickou zahradou.
Kalundborg je důležitým přístavem na pobřeží stejnojmenného fjordu a vyjíždějí odsud trajekty na ostrov Samsø. Je také konečnou stanicí železnice Nordvestbanen a procházejí jím silnice Primærrute 22 a Primærrute 23. Nachází se zde průmyslový park Kalundborg Symbiosis, zaměřený na udržitelné technologie. V roce 1959 byla uvedena do provozu tepelná elektrárna Asnæsværket, která má být podle plánu společnosti Ørsted převedena na zpracování biomasy. Významnými zaměstnavateli v Kalundborgu jsou také farmaceutická firma Novo Nordisk a výrobce sádrokartonu Gyproc. V lokalitě Gisseløre stojí celostátní rozhlasový vysílač, vysoký 147 metrů.
V Kalundborgu se narodila nositelka Nobelovy ceny za literaturu Sigrid Undsetová.